# No Limits (Labyrinth)
No Limits è l'album d'esordio della band power/progressive metal italiana Labyrinth, pubblicato nel 1996. Preceduto nel 1995 dal Mini cd Piece Of Time e dalla Demo Midnight Resistance del '93 No Limits viene pubblicato da Underground Symphony in Italia, successivamente la band viene contattata da Metal Blade, Testi e linee vocali scritte da Fabio Lione. Questo è anche l'ultimo album con Fabio Lione alla voce.

## Tracce
1. Mortal Sin
2. Midnight Resistance
3. Dreamland
4. Piece of Time
5. Vertigo
6. In the Shade
7. No Limits
8. The Right Sign
9. Red Zone
10. Time Has Come
11. Looking For ...

## Formazione
- Fabio Lione - voce
- Olaf Thorsen - chitarra
- Andrea Cantarelli - chitarra
- Frank Andiver - batteria
- Cristiano Bertocchi - basso
- Ken Taylor - tastiere